# Wacław Majewski (działacz turystyczny)
Wacław Majewski (ur. 28 sierpnia 1882 w Płocku, zm. 22 sierpnia 1977 w Rajczy) – polski doktor medycyny, taternik, narciarz, krajoznawca, wioślarz, działacz na polu turystyki i sportu, współzałożyciel Akademickiego Związku Sportowego Kraków i jego pierwszy prezes.

## Życiorys i działalność turystyczna
W 1904 roku zdał maturę w Płocku, by rozpocząć studia na Wydziale Lekarskim Uniwersytetu Warszawskiego. W związku ze strajkiem szkolnym w Królestwie Polskim zwolnił się z uczelni warszawskiej, by w 1905 podjąć się studiów na Wydziale Lekarskim Uniwersytetu Jagiellońskiego, gdzie ukończył studia w 1910 roku oraz uzyskał stopień doktora medycyny w 1915 roku.
Związany z Polskim Towarzystwem Tatrzańskim. Wraz z W. Kurylukiem, Władysławem Pawlicą, J. Nowakiem, Walerym Goetlem oraz F. Goetlem dokonał pierwszego zimowego przejścia Babiej Góry z Zawoi na Orawę. Wspólnie z W. Kurylukiem trawersował Babią Górę na karplach. Był bardzo aktywnym członkiem Koła Karpackiego Towarzystwa Narciarzy. Razem z W. Pawlicą, M. Zaruskim oraz S. Zdybem dokonał pierwszego zimowego wejścia na Skrajny Granat. 23 lutego 1914 roku dokonał indywidualnego wejścia na Baraniec Wielki.
Był głównym inicjatorem utworzenia Akademickiego Związku Sportowego na Uniwersytecie Jagiellońskim. Podczas zebrania założycielskiego 15 maja 1911 roku został wybrany prezesem AZS Kraków. Działał czynnie w sekcji narciarskiej oraz w sekcji wioślarskiej. W latach 1911–1914 był jednym z najwybitniejszych działaczy Sekcji Wioślarskiej AZS Kraków. Wspólnie z W. Mostowskim, L. Michalskim, A. Ferensem, M. Szalewskim oraz T. Pawlasem, w dniach 10-20 sierpnia 1912 roku odbył wycieczkę z Krakowa do Nowego Sącza i Sandomierza na 4-wiosłowej łodzi „Luba” przepływając 409 km. W sezonie 1912/13 przepłynął największy dystans wśród wioślarzy AZS Kraków – 2361 km.
Był autorem wielu artykułów oraz sprawozdań z wędrówek górskich oraz wypraw wioślarskich.
26 maja 1911 roku otrzymał godność członka honorowego AZS, a 23 listopada 1912 roku został jako pierwszy członkiem honorowym Sekcji Wioślarskiej AZS Kraków.
W latach 1925–1930 był przewodniczącym Sekcji Narciarskiej Stanisławowskiego Oddziału Polskiego Towarzystwa Tatrzańskiego w Stanisławowie. Miał duże zasługi w zakresie budowy i rozbudowy schronisk w Karpatach Wschodnich. W latach 1926–1932 był wiceprezesem Zarządu Głównego Polskiego Towarzystwa Tatrzańskiego, a do 27 kwietnia 1946 roku drugim wiceprezesem. W latach 1934–1936 zajmował stanowisko wiceprzewodniczącego „Komisji do Spraw Kolonii Letnich przy Urzędzie Wojewódzkim we Lwowie”. Był także działaczem Wojewódzkiej Komisji Turystycznej we Lwowie oraz Komitetu Okręgowego Polskiego Czerwonego Krzyża.
Podczas II wojny światowej przebywał we Lwowie. Od maja 1941 roku do listopada 1945 roku był lekarzem dyżurnym pogotowia ratunkowego. Pod koniec roku 1945 trafił do Krakowa, skąd przeniósł się do Jaworzna, gdzie pracował aż do emerytury. W 1951 roku zamieszkał w Rajczy. Czynnie uprawiał turystykę do ostatnich dni swojego życia. Zmarł 22 sierpnia 1977 roku w Rajczy, został pochowany na tamtejszym cmentarzu.

## Odznaczenia
Za działalność społeczną na polu turystyki i sportu oraz za pracę zawodową Wacław Majewski odznaczony był:
- Krzyżem Kawalerskim Orderu Odrodzenia Polski (1948 r.)
- Złotym Krzyżem Zasługi (1938 r.)
- Medalem Dziesięciolecia Odzyskania Niepodległości (1929 r.)
- Brązowym Medalem za Długoletnią Służbę (1938 r.)
- Odznaką Zasłużonego Działacza Turystyki (1963 r.)
- Odznaką Zasłużonego Działacza Kultury Fizycznej (1964 r.)
- Medalem 100-lecia PTTK (1973 r.)

W 1966 roku został członkiem honorowym Akademickiego Związku Sportowego.